# Scott Moir
Scott Patrick Moir CM (London, Ontario, 2 de setembre de 1987) és un ballarí sobre gel retirat i entrenador canadenc. Amb Tessa Virtue, la seva parella de dansa, és el campió Olímpic de Jocs Olímpic d'hivern de Vancouver 2010 i Pyeongchang 2018, el subcampió Olímpic de Sotxi 2014, tres vegades Campió del Món (2010, 2012, 2017), tres vegades campió dels Quatre Continents (2008, 2012, 2017), el campió de la Final del Gran Prix del 2016–2017, vuit vegades campió Nacional de Canadà (2008–2010, 2012–2014, 2017–2018), campió del Món Junior del 2006 i campió del Grand Prix Junior del 2006. Moir i Virtue també són campions olímpics de la competició en equips dels Jocs Olímpics de Pyeongchang del 2018 i els sub-campions olímpics de la competició en equips dels Jocs Olímpics de Sotxi del 2014. Després de guanyar la seva tercera medalla olímpica, es van convertir en la parella de dansa sobre gel canadenca més condecorada de la història i els patinadors sobre gel Olímpics més condecorats de la història. Sovint nomenats com una de les millors parelles de dansa sobre gel de la història, són els únics ballarins sobre gel de la història en aconseguir el Super Slam, al guanyar totes les grans competicions internacionals durant la seva carrera júnior i sènior. Virtue i Moir tenen la puntuació rècord de l'ara inexistent ball original.
Virtue i Moir van ser aparellats quan tenien set i nou anys, respectivament. Són els campions júniors del Canadà i el 2007 es van convertir en la millor parella de dansa sobre gel del Canadà. Al Campionat del Món de 2008 van guanyar la medalla de plata i en el 2009 van aconseguir la de bronze i es van convertir en la primera parella de dansa sobre gel en rebre un 10.0 per un dels components del programa sota el nou Sistema de Jurats de la Unió Internacional de Patinatge Artístic (ISU). El 2010 es van convertir en els primers ballarins sobre gel d'Amèrica del Nord en guanyar una medalla d'or Olímpica, trencant així, la ratxa europea de 34 anys. Virtue i Moir són la parella de dansa sobre gel més jove en guanyar un títol Olímpic, la primera en guanyar or en el seu debut Olímpic i la primera en guanyar un or Olímpic a casa.
Virtue i Moir van continuar sent una de les millors parelles de dansa sobre gel després de la seva primera victòria Olímpica el 2010. Són els campions del món del 2010 i el 2012, els sub-campions del món del 2011 i el 2013 i els sub-campions Olímpics de dansa sobre gel de 2014. Després de fer una pausa de dos anys, van tornar a la competició a la tardor del 2016 i es van convertir en els campions del món de 2017, aconseguint una temporada invicta. Als Olímpics de 2018, es van convertir en la segona parella de dansa de la història en aconseguir dues medalles Olímpiques en la competició individual.
Havent patinat durant més de vint anys junts, Virtue i Moir són la parella de dansa sobre gel que més temps ha competit junta. El 17 de setembre de 2019, Virtue i Moir van anunciar que deixaven la competició, després d'haver set 22 anys parella de dansa. El 2020, Virtue i Moir van ser incorporats a l'Ordre del Canadà per la "seva excel·lència atlètica i per inspirar a una nova generació de patinadors sobre gel"; i el 2023 varen ser afegits al Saló de la fama de l'esport del Canadà (Canada's Sports Hall of Fame).

## Vida personal
Moir va néixer a London, Ontario, Canadà, fill de l'Alma, entrenadora de patinatge, i d'en Joe i va créixer a Ilderton, Ontario. És el més petit de tres fills, els seus germans són en Danny Moir i en Charlie Moir, tots dos ballarins sobre gel. Moir ve d'una família que sempre ha patinat, la seva mare i la seva tieta són entrenadores de patinatge, el seu pare havia jugat a hockey i els seus germans també van patinar competitivament. Les seves cosines, Sheri Moir i Cara Moir també són patinadores sobre gel. Moir va estudiar a l'escola secundària Medway, a Arva, Ontario.
Moir va començar a fer patinatge artístic als tres anys, quan la seva mare el va animar per tal que pogués millorar la seva tècnica de hockey, esport en el qual va competir fins a l'adolescència. El 2004, Moir va traslladar-se a Canton, Michigan, Estats Units per entrenar sota les ordres d'Igor Shpilband i Marina Zueva. Després dels Jocs olímpics de 2014 va tornar al seu poble, Ilderton, Ontario. El 2016 es va tornar a traslladar, aquesta vegada a Mont-real, Quebec, on ell i Virtue van començar a ser entrenats per Marie-France Dubreuil i Patrice Lauzon.
L'agost del 2019, durant la Canada Walk of Fame Hometwon Star Ceremony, va confirmar que estava promès a Jackie Mascarin. La parella es va casar el 24 de juny de 2022, havent hagut de posposar el casament a causa de les restriccions per la Covid-19. L'octubre de 2021, Moir va anunciar que ell i Mascarin havien tingut la seva primera filla, que va néixer el març d'aquell any.

## Carrera

### Inicis
Virtue i Moir van començar a patinar junts el 1997, quan tot just tenien set i nou anys, respectivament. La seva tieta, Carol Moir, qui ja els entrenava per separat, va decidir aparellar-los. Al principi de la seva carrera, després de deixar el seu primer club de patinatge a Ilderton, Ontario, Virtue i Moir van entrenar a Kitchener-Waterloo, Ontario, sota les ordres de Paul MacIntosh i Suzanne Killing. L'any 2001, es van convertir en campions nacionals pre-novells.
Durant la temporada 2001–02, Virtue i Moir van guanyar la medalla de bronze al Campionat del Canadà del 2002 a la categoria de novells. La següent temporada van competir a la categoria júnior i van quedar setens al Campionat del Canadà de 2003.

### Temporada 2003–04: Debut al Grand Prix Júnior

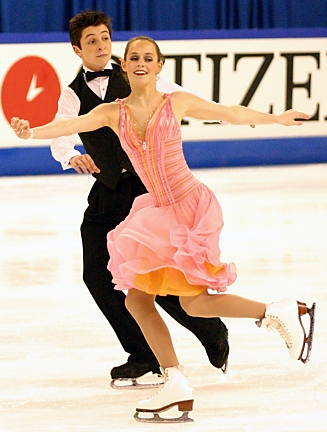
Virtue i Moir al Campionat del Món Júnior de 2005.

La temporada 2003–04, Virtue i Moir van fer el seu debut al Grand Prix Júnior a l'ISU Grand Prix Júnior de 2003–04. A la competició de Croàcia van quedar quarts i a la d'Eslovàquia sisens. Al Campionat del Canadà de 2004, van guanyar la medalla d'or i d'aquesta manera es van classificar pel Campionat del Món Júnior de 2004, en el qual van quedar onzens. Durant l'estiu de 2004, Virtue i Moir es van traslladar a Canton, Michigan, i van començar a ser entrenats pels entrenadors russos Igor Shpilband i Marina Zueva a l'Arctic Edge Ice Arena.

### Temporada 2004–05
Durant la temporada 2004–05, Virtue i Moir van passar al nivell sènior a nivell estatal, però internacionalment es van quedar al nivell júnior. A l'ISU Grand Prix Júnior de 2004–05, van guanyar la competició disputada a la Xina i van quedar segons a la que es va disputar a França, quedant classificats per la seva primera final del Grand Prix Júnior, en la qual van guanyar plata. Van fer el seu debut sènior al Campionat del Canadà de 2005, on van quedar quarts. Van ser seleccionats pel Campionat del món júnior de 2005, on van quedar en segona posició.

### Temporada 2005–06: Títols al Grand Prix Júnior i al Campionat del Món Júnior
Virtue i Moir van continuar competint al nivell júnior en competicions internacionals durant la temporada 2005–06. Al Grand Prix Júnior ISU de 2005–06, van guanyar les dues competicions que els van assignar i també van guanyar la final disputada a la República Txeca.
Al Campionat del Canadà del 2006, Virtue i Moir van quedar tercers i van ser nomenats primers substituts per l'equip Olímpic. Tot i estar a nivell júnior, el seu podi als nacionals, els va permetre competir als Quatre Continents de 2006, la seva primera competició internacional com a sèniors, on van penjar-se la medalla de bronze. Al Campionat del Món Júnior de 2006, es van convertir en els primers ballarins sobre gel canadencs en aconseguir el títol. Després d'haver set invictes internacionalment a nivell júnior, Virtue i Moir són els ballarins sobre gel més condecorats a nivell júnior.

### Temporada 2006–07: Debut al Grand Prix

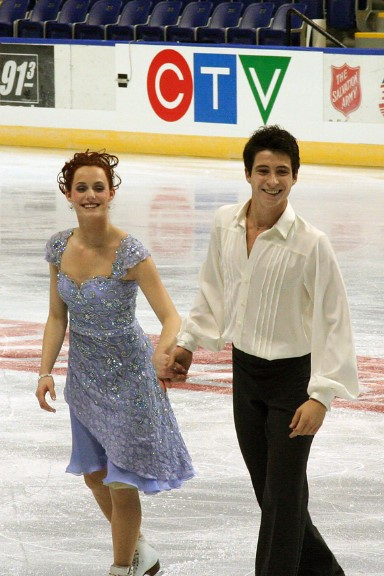
Virtue i Moir al'Skate Canada International de 2006.

La temporada 2006–07 va ser la primera en que Virtue i Moir van competir únicament a nivell sènior. Van fer el seu debut al Grand Prix a l'Skate Canada International de 2006, on van guanyar la medalla de plata. Al Trofeu Éric Bompard de 2006 a França van quedar en quarta posició.
Al Campionat del Canadà de 2007, Virtue i Moir van penjar-se la medalla de plata i als Quatre Continents de 2007, com l'any anterior, van tornar a quedar tercers. Al seu primer Campionat del Món van quedar sisens, sent el debut més exitós en més de dues dècades.

### Temporada 2007–08: Títol dels Quatre Continents i plata al Campionat del Món

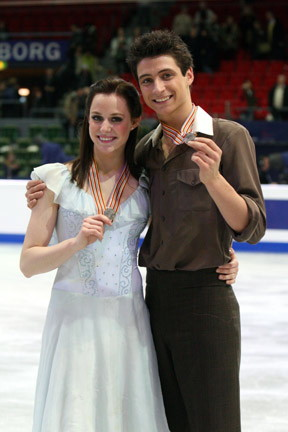
Virtue i Moir al Campionat del Món de 2008.

Per la temporada 2007–08 del Grand Prix, a Virtue i Moir els van assignar l'Skate Canada International i al Trofeu NHK. Van guanyar l'Skate Canada International de 2007 i van quedar segons al Trofeu NHK de 2007 van quedar segons, classificant-se per la Final del Grand Prix, competició que van quedar quarts.
Virtue i Moir van guanyar el seu primer títol nacional sènior al Campionat del Canadà de 2008 i, d'aquesta manera, es van classificar pels Quatre Continents i pel Campionat del Món. Van ser el campions del Campionat dels Quatre Continents de 2008, sent així, la seva primera victòria internacional a nivell sènior. Al Campionat del Món de 2008, disputat a Suècia, van quedar en segona posició, guanyant el segment de dansa lliure al ritme de la banda sonora de The Umbrellas of Cherbourg.

### Temporada 2008–09
Durant la temporada 2008–09, Virtue i Moir es van retirar de les dues competicions del Grand Prix a causa de la condició mèdica de Virtue; va ser diagnosticada amb síndrome compartimental crònic i a l'octubre de 2008 va recórrer a la cirurgia per millorar la condició. A principis de desembre va tornar al gel, tot i que més tard va admetre que potser va ser un retorn massa precipitat. Al Campionat del Canadà de 2009, la seva primera competició de la temporada, van guanyar el seu segon títol nacional consecutiu.
Al Campionat dels Quatre Continents, Virtue i Moir van quedar segons, darrera els seus amics i companys d'entrenament americans Meryl Davis i Charlie White. Al Campionat del Món de 2009, van penjar-se la medalla de bronze, després de quedar tercers al ball obligatori, sisens al ball original i quarts al ball lliure.

### Temporada 2009–10: Títol Olímpic i Mundial
Virtue i Moir van començar la temporada Olímpics 2009–10 a França, amb el Trofeu Éric Bompard de 2009, guanyant la competició amb un marge de 16.07 punts respecte els segons classificats, Nathalie Péchalat i Fabian Bourzat. També van guanyar l'Skate Canada International de 2009 amb una puntuació total de 204.38 punts, 19.31 punts més que Péchalat/Bourzat. En aquella competició, van rebre el primer 10.0, en dansa sobre gel, sota el nou Sistema de Jurats ISU. A la Final del Grand Prix, van quedar segons darrere de Davis i White.

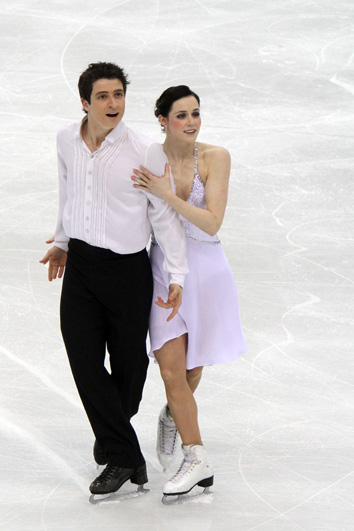
Virute i Moir al Campionat del Món de 2010.

El gener de 2010, Virtue i Moir van aconseguir el seu tercer títol nacional al Campionat del Canadà de 2010, quedant en primera posició en els tres segments i aconseguint una puntuació total de 221.95 punts, que van ser 37.25 punts més que els sub-campions Vanessa Crone i Paul Poirier. Van trencar els rècords canadencs per puntuació del ball lliure i per puntuació total.
Virtue i Moir van competir a la competició de dansa sobre gel als Jocs Olímpics d'Hivern de 2010, disputada entre els dies 19, 21 i 22 de febrer. Al ball obligatori van quedar segons, sent un nou rècord personal de 42.74 punts, només 1.02 punts menys que els primers classificats. Al ball original van guanyar una puntuació de 68.41 punts, guanyant el segment de la competició. Al ball lliure, van aconseguir 110.42 punts i van guanyar la seva primera medalla d'or olímpica amb una puntuació total de 221.57 punts, 5.83 punts més que els sub-campions Davis i White. Al ball lliure, que van ballar a ritme de la Simfonia num. 5 de Gustav Mahler, els jutges els van atorgar quatre 10.0, dos per l'execució i dos per la interpretació, fet que cap patinador o equip havia aconseguit sota el Sistema de Jutges Internacional. Gràcies a la medalla d'or, es van convertir en els primers ballarins sobre gel canadencs, i també nord-americans, i els ballarins sobre gel més joves, Virtue amb 20 anys i Moir amb 22, en guanyar els Olímpics, i els primers ballarins sobre gel en guanyar els Olímpics a casa. També van ser els primers ballarins sobre gel en guanyar or en el seu debut Olímpic des de la primera competició de dansa sobre gel el 1976.
Després dels Olímpics, Virtue i Moir van competir al Campionat del Món de 2010 i van guanyar el segment del ball obligatori amb 44.13 punts, superant el seu rècord personal establert durant els Olímpics. També van guanyar la dansa original amb 70.27 punts, establint un rècord mundial sota el Sistema de Jutges de la ISU. Al ball lliure van quedar segons amb 110.03 punts, 0.46 per darrere de Davis i White; tot i així, van guanyar el seu primer títol mundial amb un total de 224.43 punts, 1.40 punts per davant dels americans. Als balls original i lliure van rebre varis 10.0 pels components dels programes.

### Temporada 2010–11

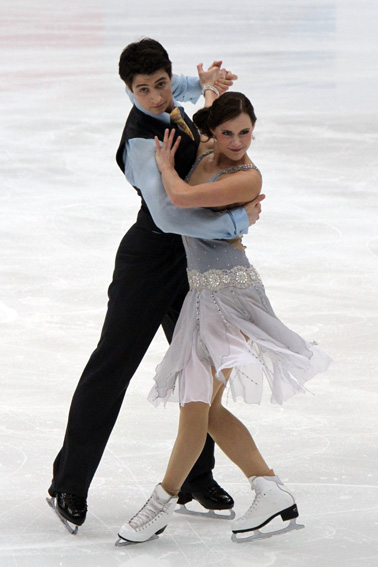
Virtue i Moir al Campionat dels Quatre Continents de 2011.

Per la temporada del Grand Prix 2010–11, a Virtue i Moir els van assignar les competicions Skate Canada International de 2010 i el Trofeu Éric Bompard de 2010. A l'octubre de 2010 Virtue va tornar a passar per quiròfan per reduir el dolor persistent que patia als bessons i a les canyelles, dolor que era resultat del síndrome compartimental crònic que se li havia diagnosticat anteriorment. A causa d'això, Virtue i Moir es van retirar de els dues competicions del Grand Prix que els havien assignat. També van retirar-se del Campionat del Canadà de 2011 ja que no van tenir prou temps per entrenar després de l'operació.
Virtue i Moir van fer el seu debut de la temporada als Quatre Continents de 2011. Tot i que després del ball curt anaven primers a la classificació, durant el ball lliure es van retirar ja que Virtue va sentir tensió al quàdriceps esquerre. Virtue va dir que "El problema amb el meu quàdriceps, realment venia de la pelvis i l'esquena Semblava que l'arrel del problema era una elevació en concret, que era una elevació amb split. Després de tornar a Michigan, vam canviar l'aixecament immediatament, així que ara fem una posició al revés en comptes d'un split." Al Campionat del Món de 2011, van quedar segons, darrere dels americans Meryl Davis i Charlie White.
Després del campionat del món, Virtue va tornar a patir dolor als bessons i a les canyelles, aquesta vegada però, en comptes de tornar-se a operar, va decidir utilitzar altres mètodes per solucionar el problema.

### Temporada 2011–12: Segon títol dels Quatre Continents i títols mundials

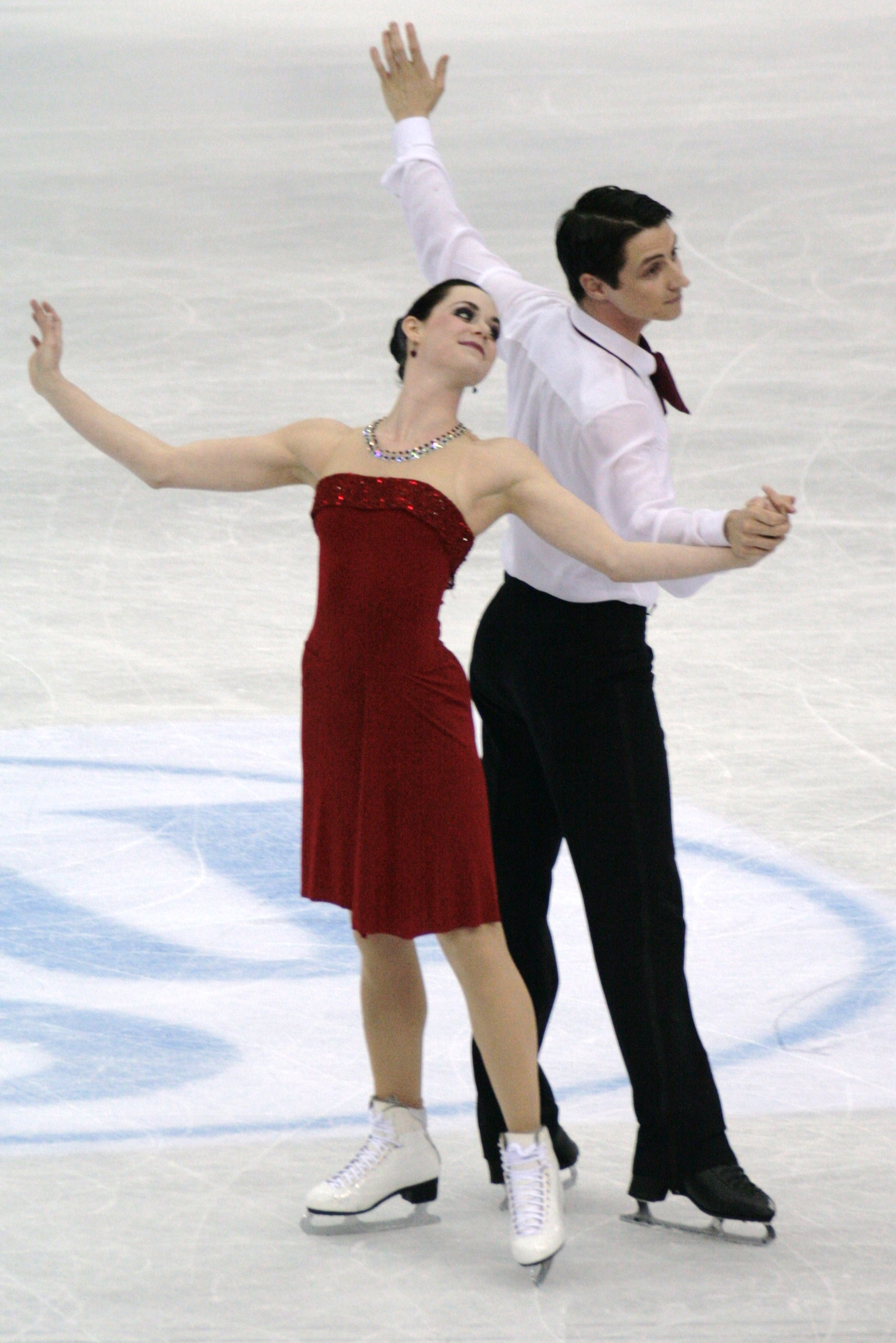
Virtue i Moir al Campionat del Món de 2012.

A Virtue i Moir els van assignar dues competicions del Grand Prix, l'Skate Canada International de 2011 i el Trofeu Éric Bompard de 2011 i, tot i que en aquella temporada, per primera vegada, hi havia l'opció de competir una tercera vegada, Virtue i Moir van decidir no fer-ho. Al mes d'agost, van anunciar les cançons que havien escollit pels seus balls. Al Trofeu de Finlàndia de 2011, van guanyar la seva primera competició de la temporada. També van guanyar les dues competicions del Grand Prix, classificant-se així, per la Final del Grand Prix. En aquesta competició, van quedar segons als dos segments i, finalment, es van emportar la medalla de plata. El desembre de 2011, l'ISU, va reconèixer un error de puntuació al ball lliure; si les puntuacions s'haguessin fet correctament, Virtue i Moir haguessin guanyat el segment, tot i així, les puntuacions de la Final del Grand Prix es van mantenir.
Virtue/Moir van guanyar el seu quart títol nacional el gener de 2012. El febrer de 2012, van competir als Quatre Continents de 2012. Després de quedar segons al ball curt, gràcies al ball lliure, van guanyar el seu segon títol dels Quatre Continents. També va ser la seva primera victòria per davant dels seus companys d'entrenament Davis i White des del Campionat del Món de 2010. Virtue i Moir van competir al Campionat del Món de 2012 i, després de quedar primers en els dos segments i per davant de Davis/White, van emportar-se el segon títol mundial a casa.
Després que Igor Shpilband fos acomiadat de l'Artic Edge Arena el juny de 2012, Virtue i Moir van decidir continuar amb Marina Zueva com la seva entrenadora i van acabar al seva col·laboració amb Shpilband.

### Temporada 2012–13
Virtue i Moir van retirar-se del Trofeu de Finlàndia de 2012 ja que Moir es va fer un esquinç lleu al coll. Les competicions del Grand Prix que se'ls van assignar van ser l'Skate Canada International de 2012 i la Copa Rostelecom de 2012. A l'Skate Canada, Virtue i Moir van guanyar el segment del ball curt amb una puntuació de 65.09, només 0.01 punts per davant dels italians Anna Cappellini i Luca Lanotte. Finalment, van guanyar la competició amb una puntuació total de 169.41 punts, que van ser 9.35 punts per davant dels italians.
A la final del Grand Prix, Virtue i Moir van quedar segons, darrera Davis i White. Van decidir modificar el ball curt "The Waltz Goes On". El ball curt modificat el van estrenar al Campionat del Canadà de 2013, aconseguint-ne una puntuació de 79.04 punts. Després del ball lliure, van aconseguir el seu cinquè títol nacional amb una puntuació total de 187.19 punts. Al Campionat dels Quatre Continents de 2013, van quedar primers al ball curt, però durant el ball lliure, Virtue va sentir dolor a les cames i van haver de parar l'actuació; al cap d'uns tres minuts van continuar el ball i van acabar la competició segons, darrer de Davis i White. Al Campionat del Món de 2013, disputat a casa seva, London, Ontario, van repetir el resultat.

### Temporada 2013–14: Dues medalles de plata Olímpiques

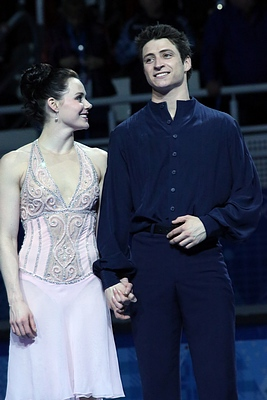
Jocs Olímpics de 2014.

Virtue i Moir van començar la temporada al Trofeu de Finlàndia de 2013, on van guanyar la medalla d'or. Van guanyar les dues competicions del Grand Prix que els van assignar, l'Skate Canada International de 2013 i el Trofeu Éric Bompard de 2013. A la Final del Grand Prix de la temporada 2013–14, van acabar amb una puntuació rècord de 190.00 punts, puntuació que minuts després va ser superada per Davis i White.
Després de guanyar el seu sisè títol nacional al Campionat del Canadà de 2014, Virtue i Moir van declarar a The Sports Network, que potser es retirarien després dels Jocs Olímpics d'hivern de 2014 a Sotxi, Rússia. A Sotxi, van guanyar dues medalles de plata, una per la competició en equips i l'altra individualment. La seva segona posició a la competició de dansa sobre gel va estar acompanyada de controvèrsia sobre els entrenadors i els jutges. El diari esportiu francès L'Équipe va acusar als jutges russos i estatunidencs d'assegurar l'or per Rússia a la competició per equips i l'or pels americans Davis i White a la competició de dansa sobre gel. El ballarí sobre gel finlandès Petri Kokko, va mostrar el seu suport per Virtue i Moir a través de Twitter. A part d'això, la seva entrenadora, Marina Zoueva, també era l'entrenadora de Davis/White, els guanyadors, i de Virtue/Moir, els sub-campions, fent que els dubtes sobre si Zueva havia donat favoritisme als americans i havia dedicat menys temps a entrenar als canadencs. Tot i que Virtue i Moir també van admetre les seves preocupacions sobre els seus entrenaments, també van felicitar als americans per la seva victòria Olímpica.
Virtue i Moir van decidir no competir al Campionat del Món de 2014.

### Temporada 2016–17: Retorn i temporada invicte

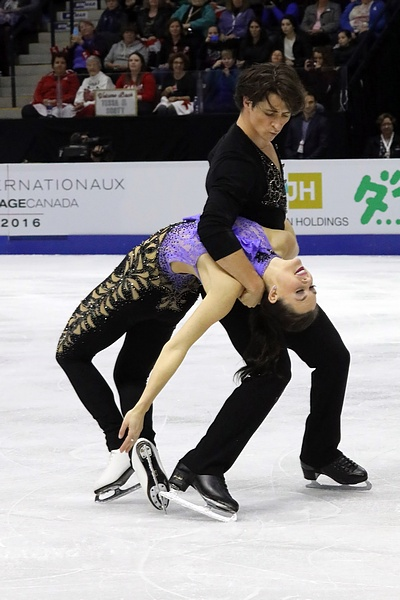
Skate Canada de 2016.

El 20 de febrer de 2013, després d'apartar-se durant dos anys de la pista de gel, Virtue i Moir van anunciar que tenien planejat tornar a la competició per la temporada 2016–17 i que s'havien traslladat a Mont-real amb el seus nous entrenadors Marie-France Dubreuil i Patrice Lauzon. La seva primera competició després de la pausa va ser l'Skate Canada International de 2016, la qual van guanyar amb una puntuació total de 189.06 punts. El novembre de 2016, al Trofeu NHK del Japó, van establir dos rècords nous: el del ball curt amb 79.47 punts i el de puntuació total, amb 195.84 punts. Van establir les puntuacions més altes en una competició del Grand Prix. Dues setmanes més tard, a la Final del Grand Prix, disputada a Marsella, França, van superar les seves marques, aconseguit 80.5 punts al ball curt i 197.22 de puntuació total, guanyant així la final i sent així la primera vegada en la seva carrera que guanyaven la competició.
Al Campionat del Canadà de 2017, celebrat el gener a Ottawa, Virtue i Moir van guanyar el seu setè títol nacional amb una puntuació total de 203.45 punts, establint un rècords canadenca en el ball curt, el ball lliure i en puntuació total. Al Campionat del Quatre Continents de 2017, a Corea del Sud, van guanyar el seu tercer títol, establint el seu rècord personal al ball lliure amb 117.20 punts i aconseguint una puntuació total de 196.95 punts.
Virtue i Moir van trencar el seu propi rècord mundial del ball curt al Campionat del Món de 2017, a Hèlsinki. Van rebre 82.43 punts al ball curt, aconseguint un avantatge de 5.5 punts per davant dels seus companys d'entrenament Gabriella Papadakis i Guillaume Cizeron. Al ball lliure van quedar segons, darrera Papadakis i Cizeron, després que Moir quasi caigués. En total, van aconseguir 198.62 punts, establint un nou rècord mundial i guanyant el seu tercer títol mundial. Per la primera vegada a la seva carrera, Virtue i Moir van ser invictes durant una temporada sencera.

### Temporada 2017–18: Dues medalles d'or Olímpiques

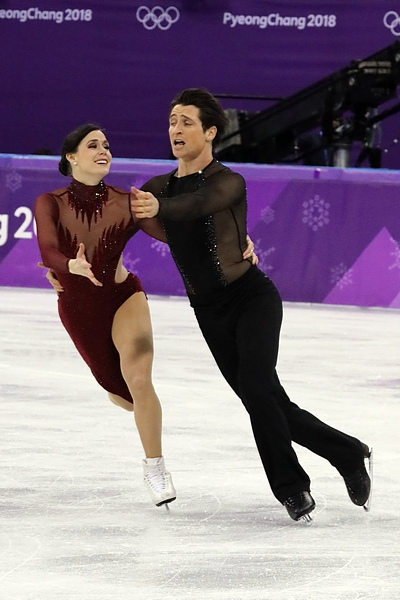
Ball lliure als Jocs Olímpics de 2018.

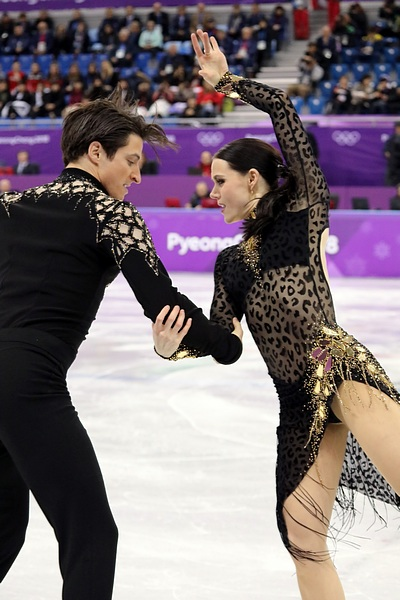
Rècord mundial del ball curt als Olímpics de 2018.

Per la temporada 2017–18, Virtue i Moir van escollir The Rolling Stones, a Eagles i a Santana pel seu ball curt i la banda sonora de Moulin Rouge! pel seu ball lliure. Virtue i Moir van començar la temporada a l'Autumn Classic International el setembre de 2017, competició que van guanyar. Les competicions del Grand Prix que se'ls van assignar van ser l'Skate Canada International i al Trofeu NHK i van guanyar les dues competicions, aconseguint 199.86 i 198.64 punts, respectivament. A la final del Grand Prix de 2017, Virtue i Moir van quedar segons darrere els seus principals rivals i companys d'entrenament francesos Gabriella Papadakis i Gillaume Cizeron, qui tenien un avantatge de mig punt després del ball curt.
Virtue i Moir van competir al Campionat del Canadà de 2018. Van estrenar el seu ball lliure renovat, afegint nova coreografia i música per una actuació més dramàtica. A la competició, van aconseguir el seu vuitè títol nacional amb una puntuació total de 209.82 punts, després de rebre una puntuació quasi perfecte al ball curt i una puntuació perfecte al ball lliure. Després de la competició, van canviar una elevació atrevia del ball lliure de Moulin Rouge que en un moment, Virtue tenia les cames al voltant del cap de Moir. Als Olímpics, van fer l'elevació modificada a la competició per equips però van tornar a fer la versió original a la competició individual de dansa sobre gel.
"Virtue i Moir han empès la dansa sobre gel amb el seu atletisme i girs complicats i seqüències de passos. A Lauzon li van demanar quan Canadà veuria un altre equip de dansa com Virtue i Moir. 'Serà molt de temps,' va dir. 'Són un talent d'una generació.' I evidentment, la seva química palpable és incomparable. Virtue, de 20 anys, i Moir, de 30, són dos dels atletes Olímpics canadencs més reconeguts i han estat commovent des que van guanyar or a Vancouver. ... La parella preferida de Canadà, que no és parella,, han mantingut que són amics i "socis comercials" tot i els desitjos dels seus fans. Han captivat els oients amb la seva química i la seva manera d'explicar històries sobre els patins, el resultat d'una associació que s'allarga 20 anys."
  —The Canadian Press, 19 de febrer de 2018

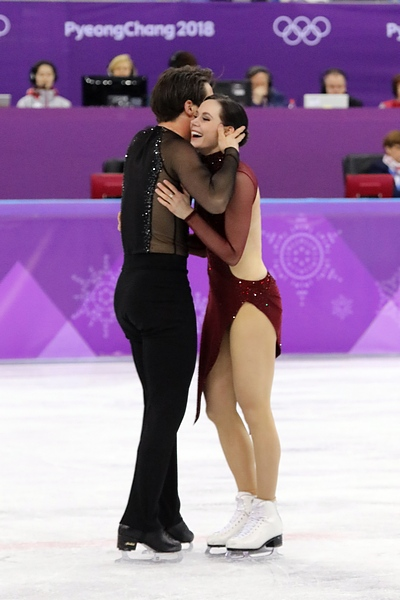
Ball lliure als Jocs Olímpics de 2018.

El 16 de gener, Virtue i Moir van ser nomenats abanderats canadencs pels Jocs Olímpics d'hivern de 2018 a Pyeongchang, sent així la primera vegada que Canadà comptava amb dues persones per portar la bandera durant la cerimònia d'obertura d'uns Jocs Olímpics. A la competició per equips, van quedar primers al ball curt i al ball lliure i van guanyar la medalla d'or per equips. La victòria amb l'equip del Canadà va ser la seva quarta medalla Olímpica i van empatar amb Gillis Grafström com els patinadors amb més medalles Olímpiques. A la competició individual, Virtue i Moir van superar el seu propi rècord de puntuació en el ball curt, col·locant-se en primera posició a la classificació. Al ball lliure van quedar segons, però la seva puntuació va ser suficient per guanyar el seu segon títol Olímpic el 20 de febrer de 2018, exactament dos anys després que anunciessin el seu retorn a la competició. Aquesta va ser la cinquena medalla Olímpica de Virtue i Moir i això els va convertir en els patinadors Olímpics més condecorats de la història.
Virtue i Moir van decidir no competir al Campionat del Món de 2018.

## Carrera no competitiva
A l'octubre de 2010, Virtue, Moir i Steve Milton (co-escriptor) van publicar un llibre sobre la seva carrera titulat Tessa and Scott: Our Journey from Childhood Dream to Gold. El 2018, després dels Jocs Olímpics de 2018, van publicar una nova edició del llibre amb tres capítols nous. A finals de 2013, van gravar el seu programa de televisió, Tessa and Scott, que es va centrar en els seus entrenament pels Jocs Olímpics. El programa es va emetre al canal W Network el gener de 2014.
Virtue i Moir van actuar a Stars on Ice a Canadà i al Japó des de 2010 durant les èpoques que no tenien competicions i durant la seva retirada temporal de la competició. Han aparegut en altres espectacles com Festa on Ice, Shall We Dance on Ice i All That Skate. També van participar en de:Art on ice, a Suïssa.
Ell i Virtue van coproduir el seu propi espectacle de patinatge sobre gel The Thank You Canada Tour el 2018. Després de l'èxit de la primera gira, van coproduir un altre espectacle el 2019, la gira Rock the Rink. En les dues gires, van patinar al costat d'altres patinadors canadencs.
Durant la seva carrera competitiva, Virtue i Moir han estat patrocinats per diferents companyies, entre elles Visa, Air Canada, General Mills i Acura West.

### Carrera com a entrenador
Després del final de la seva carrera competitiva, Moir va començar treballant com a entrenador consultor amb parelles com Marjorie Lajoie i Zachary Lagha i va crear coreografies per diversos equips, entre ells Laurence Fournier Beaudry/Nikolaj Sørensen i Madison Hubbell/Zachary Donohue i pel patinador individual Nicolas Nadeau.
El 2 de febrer de 2021, es va anunciar que Moir va ser designat Entrenador Principal i director administratiu del nou campus de l'Ice Academy of Montreal, a London, Ontario. Dies més tard, es va anunciar que Christina Carreira i Anthony Ponomarenko, equip americà, es traslladarien al Canadà per entrenar sota les ordres de Moir, deixant així a Igor Shpilband, l'antic entrenador de Moir.
El 16 de juny de 2021, l'Ice Academy de Montreal va anunciar que els ballarins sobre gel canadencs Haley Sales i Nikolas Wamsteeker serien el segon equip que Moir entrenaria.

## Rècords i assoliments
(amb Virtue)

### Olímpics
- Els patinadors sobre gel més condecorats de la història.[3]
- Els quarts atletes Olímpics canadencs més condecorats[2][160]
- El primer i únic equip de dansa sobre gel en guanyar or en el seu debut Olímpic[161]
- L'equip de dansa sobre gel més jove en guanyar un or Olímpic[161]
- El primer i únic equip de dansa sobre gel en guanyar un or Olímpic a casa[161]
- El primer equip de dansa sobre gel d'Amèrica del Nord en guanyar l'or Olímpic en dansa sobre gel, trencant la ratxa europea de 34 anys[66]
- La primera parella en portar la bandera del Canadà en una cerimònia d'obertura[137]

### Rècords de puntuació
- El primer equip de dansa sobre gel en rebre un 10.0 per un dels components del programa sota el nou Sistema de Jurats de l'ISU[42]
- El primer equip en rebre quatre 10.0 en qualsevol de les disciplines de patinatge artístic sobre gel (sota el nou Sistema de Jutges de l'ISU)[63]
- El primer equip superar els 80 punts al ball curt en una competició internacional (Final del Grand Prix 2016–17)
- Titulars del rècord per la puntuació tècnica més alta en un ball curt amb 44.53 punts (Jocs Olímpics d'hivern de 2018)[162]
- Titulars del rècord històric pel ball original[9]

### Generals
- El primer i únic equip de dansa sobre gel en aconseguir el Super Grand Slam sota el Sistema de Jutges de l'ISU actual. Són els únic i primers en guanyar tots el campionats principals de la ISU, entre ells les Sèries i la Final del Júnior Grand Prix, el Campionat del Món Júnior, les Sèrie i Final del Grand Prix, el Campionat dels Quatre Continents, el Campionat del Món i els Jocs olímpic d'hivern.
- L'equip de dansa sobre gel canadenca més condecorada[3]
- L'equip de dansa sobre gel canadenc que més temps ha competit junt[163]
- Els primers i únics canadencs en guanyar la Final del Júnior Grand Prix i el Campionat del Món Júnior
- El primer i únic equip de dansa sobre gel en guanyar el Campionat del Món i la Final del Grand Prix tant a nivell júnior com a nivell sènior
- Tres vegades campions del món sènior
- Vuit vegades campions nacionals del Canadà en dansa sobre gel

### Llista de rècords mundials establerts per Virtue/Moir
| Rècords de puntuació total | Rècords de puntuació total | Rècords de puntuació total                |
| Data                       | Punt.                      | Competició                                |
| -------------------------- | -------------------------- | ----------------------------------------- |
| 30 d'abril de 2011         | 181.79                     | Campionat del Món de 2011                 |
| 7 de desembre de 2013      | 190.00                     | Final del Grand Prix 2013–14              |
| 27 de novembre de 2016     | 195.84                     | Trofeu NHK de 2016                        |
| 10 de desembre de 2016     | 197.22                     | Final del Grand Prix 2016–17              |
| 1 d'abril de 2017          | 198.62                     | Campionat del Món de 2017                 |
| 28 d'octubre de 2017       | 199.86                     | Skate Canada International de 2017        |
| 20 de febrer de 2018       | 206.07                     | Jocs Olímpics d'Hivern de 2018            |
| Rècords del ball curt      |                            |                                           |
| 17 de febrer de 2011       | 69.40                      | Campionat dels Quatre Continents de 2011  |
| 29 d'abril de 2011         | 74.29                      | Campionat del Món de 2011                 |
| 6 de desembre de 2013      | 77.59                      | Final del Grand Prix 2013–14              |
| 26 de novembre de 2016     | 79.47                      | Trofeu NHK de 2016                        |
| 9 de desembre de 2016      | 80.50                      | Final del Grand Prix 2016–17              |
| 31 de març de 2017         | 82.43                      | Campionat del món de 2017                 |
| 27 d'octubre de 2017       | 82.68                      | Skate Canada International de 2017        |
| 19 de febrer de 2018       | 83.67                      | Jocs Olímpics d'Hivern de 2018            |
| Rècords del ball lliure    |                            |                                           |
| 30 d'abril de 2011         | 107.50                     | Campionat del Món de 2011                 |
| 11 de desembre de 2011     | 112.33                     | Final del Grand Prix 2011–12              |
| 17 de febrer de 2014       | 114.66                     | Jocs Olímpics d'Hivern de 2014            |
| Rècords històrics          |                            |                                           |
| 25 de març de 2010         | 70.27                      | Campionat del Món de 2010 (ball original) |

## Premis i honors

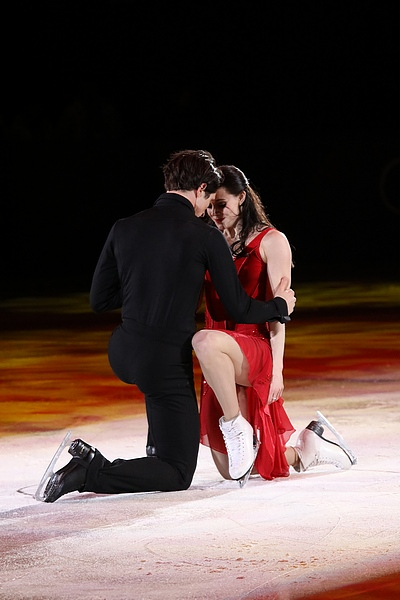
Gala d'exhibició als Jocs Olímpics de 2018.

- Virtue i Moir van ser inclosos a l'Sports Hall of Fame de London (Ontario) després de guanyar or als Jocs Olímpics d'Hivern de 2010. Va ser una decisió poc corrent, ja que, segons les normes, els atletes han d'estar retirats durant un mínim de dos anys per tal que puguin ser considerats a ser inclosos, mentre que Virtue i Moir estaven just al començament de la seva carrera. A més a més, la gala d'inclusió va ser moguda al setembre per tal de no interferir amb la temporada de patinatge.[167]
- El desembre de 2017, Virtue i Moir van ser distingits com els Atletes Canadencs de l'any per la CBC.[168]
- A principis de maig de 2018, a la 45ena gala de Sports Québec, van ser premiats amb la Col·laboració de l'Any, juntament amb els patinadors per parelles Meagan Duhamel i Eric Radford.[169]
- El desembre de 2018, Virtue i Moir van ser inclosos al Passeig de la Fama del Canadà, dins la categoria d'Esports i Atletes.[170]
- El 23 d'octubre de 2019, Virtue i Moir van rebre un Doctor honoris causa per part de la Universitat de Western Ontario.[171][172]
- El 27 de novembre, el Governador general del Canadà va nombrar a Scott Moir i a Tessa Virtue Membres de l'Orde del Canadà.[12]

## Programes

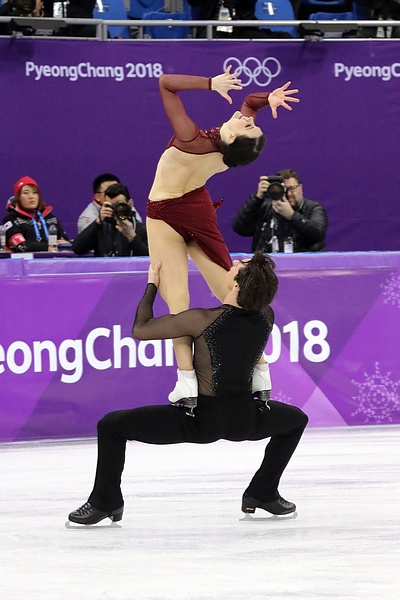
Elevació durant el ball lliure als Olímpics de 2018.

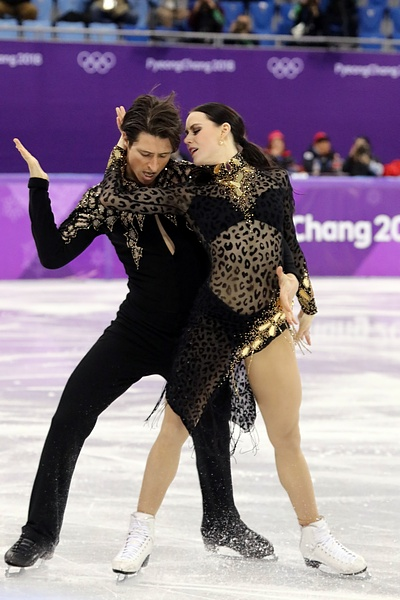
Ball curt llatí als Olímpics de 2018 i rècord mundial.

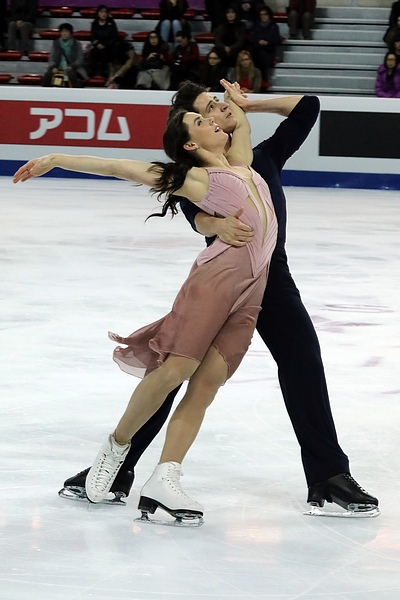
Ball lliure a la Final del Grand Prix de 2016.

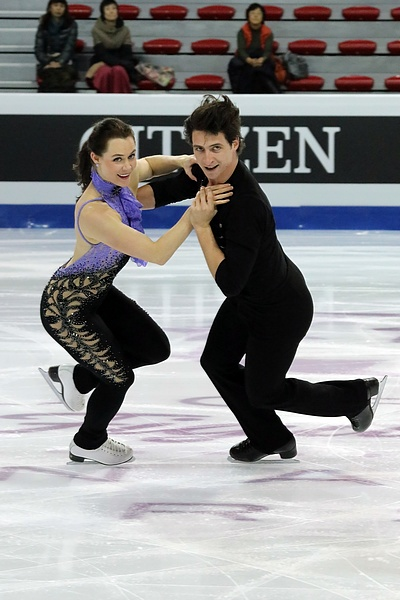
Ball curt a la Final del Grand Prix de 2016.

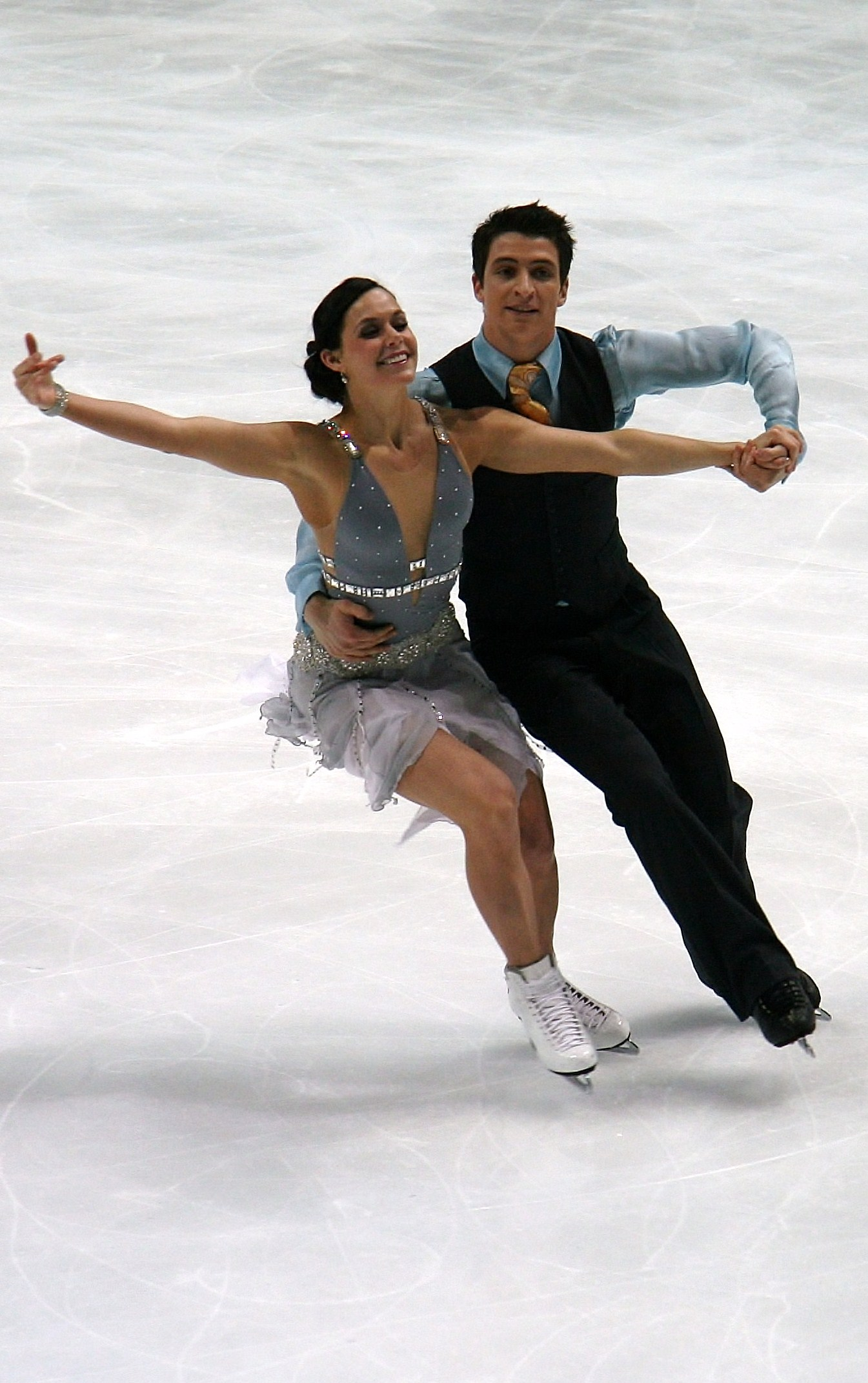
Ball curt al Campionat del Món de 2011.

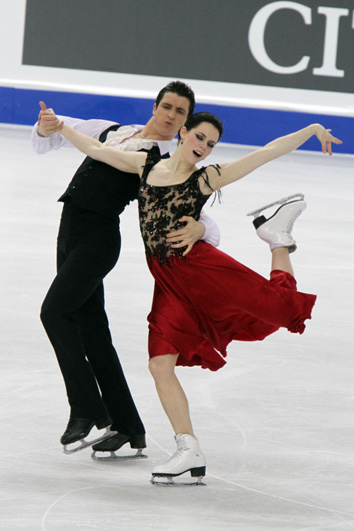
Ball original al Campionat del Món de 2010.

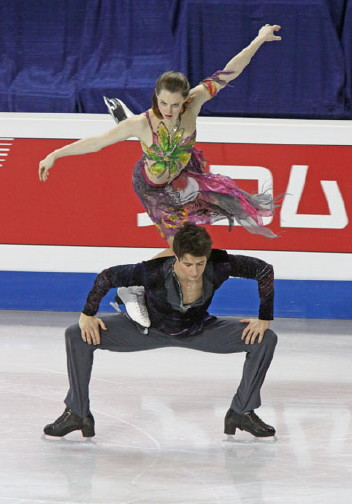
Elevació "the Goose" durant el ball lliure als Quatre Continents de 2009.

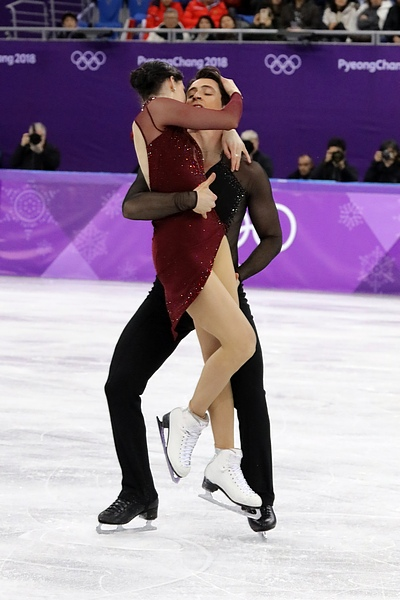
Jocs Olímpics d'Hivern de 2018 a Pyeongchang.

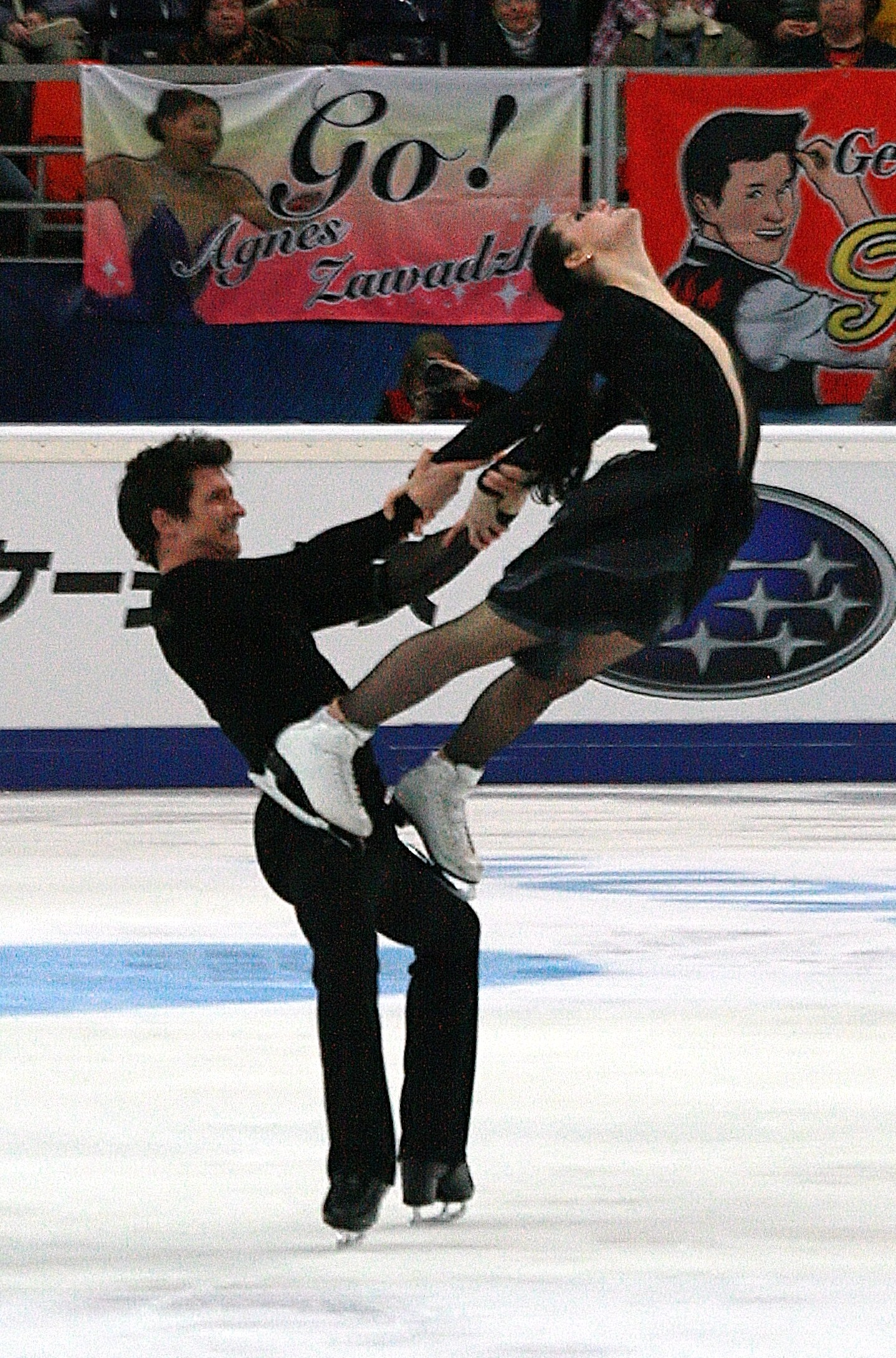
Elevació durant el ball lliure a la Copa Rostelecom de 2012.

### Post-2018
| Temporada | Exhibició |
| --------- | --- |
| 2018–2019 | - Dark Times de The Weeknd ft. Ed Sheeran, coreo. de Samuel Chouinard - You Rock My World de Michael Jackson, coreo. de Samuel Chouinard |
| 2019–2020 | - Wish You Were Here de Pink Floyd, coreo. de Guillaume Côté - Fix You de Coldplay, coreo. de Charlie White                              |

### Pre-2018
| Temporada | Ball curt | Ball lliure | Exhibició |
| --------- | --- | --- | --- |
| 2017–2018 | - Samba: Sympathy for the Devil de The Rolling Stones - Rumba: Hotel California de Eagles - Txa-txa-txa: Oye Cómo Va de Santana | - The Show Must Go On - El Tango De Roxanne - Come What May de David Baerwald, Kevin Gilbert interpretat per Ewan McGregor, Nicole Kidman coreo. de Marie-France Dubreuil, David Wilson i Samuel Chouinard | - I Dreamed a Dream (de Les Misérables interpretat per Anne Hathaway coreo. de Tessa Virtue i Scott Moir - Medley Moulin Rouge! - You Rock My World de Michael Jackson coreo. de Samuel Chouinard - Long Time Running de The Tragically Hip coreo. de Tessa Virtue, Scott Moir                                |
| 2016–2017 | - Hip Hop: Kiss de Prince - Blues: 5 Women de Prince - Blues/Rock: Puprle Rain de Prince | - Pilgrims on a Long Journey de Cœur de pirate - Shadows/You Upset My Life de Karl Hugo - Latch (acústic) de Disclosure interpretat per Sam Smith coreo. de Marie-France Dubreuil i David Wilson | - Sorry de Justin Bieber coreo. de Samuel Chouinard |
| 2015–2016 | No va competir durant aquesta temporada | No va competir durant aquesta temporada | - Sorry de Justin Bieber coreo. de Samuel Chouinard - What's Love Got to Do With It escrita per Terry Britten i Graham Lyle versionat per Miku Graham i Michael Shand coreo. de Marie-France Dubreuil i David Wilson - Have Yourself a Merry Little Christmas - Carmen de Georges Bizet - Rise Up d'Andra Day |
| 2014–2015 | No va competir durant aquesta temporada | No va competir durant aquesta temporada | - Say It Right de Nelly Furtado - Stay de Rihanna - Good Kisser d'Usher coreo. de Marie-France Dubreuil, Patrice Lauzon i Samuel Chouinard - How Will I Know versionada per Sam Smith coreo. de Jeffrey Buttle - All We Have - Maneater - Hip Hip Chin Chin de Club des Belugas                               |
| 2013–2014 | - Foxtrot: Dream a Little Dream of Me d'Ella Fitzgerald i Louis Armstrong - Quickstep: Muskrat Ramble de Louis Armstrong and His Hot Five - Foxtrot: Cheek to Cheek d'Ella Fitzgerald i Louis Armstrong coreo. de Marina Zueva i Jean-Marc Généreux | - Les Estacions Tardor - Adagio d'Aleksandr Glazunov - Concert per a piano núm. 1 en si bemoll menor, op.23-1 de Txaikovski - Waltz en Concert núm. 2 d'Aleksandr Glazunov - Les Estacions Estiu - Adagio d'Aleksandr Glazunov - Concert per a piano en fa d'Aleksandr Skriabin coreo. de Marina Zueva, Sergei Volodin i Jennifer Swan | - Into the Mystic de Van Morrison coreo- de Tessa Virtue i Scott Moir - Top Hat and Tails d'Ella Fitzgerald i Louis Armstrong coreo. de Marie-France Dubreuil i Patrice Lauzon - Stay de Rihanna - Try de Pink amb Kaitlyn Weaver i Andrew Poje                                                               |
| 2012–2013 | - Vals: And The Waltz Goes On d'Anthony Hopkins | - Carmen Suite de Rodion Shchedrin coreo. de Marina Zueva i Jennifer Swan | - Carmen de Georges Bizet - Stay de Rihanna - Hallelujah de Jeff Buckley |
| 2011–2012 | - Samba: Hip Hip Chin Chin de Club des Belugas - Rumba: Temptation de Diana Krall - Samba: Mujer Latina de Thalía | - Funny Face de George Gershwin - Basal Metabolism d'Adolph Deutsch - 'S Wonderful de George Gershwin | - Hallelujah de Jeff Buckley - Ain't No Mountain High Enough de Marvin Gaye i Tammi Terrell - I Want to Hold Your Hand de The Beatles versió de T.V. Carpio |
| 2010–2011 | - Tango: Schenkst du beim Tango mir dein Herz de Dajos Bela - Vals: Nights and Days banda sonora de Waldemar Kazanecki | - Hip Hip Chin Chin de Club des Belugas - Temptation de Diana Krall - Mujer Latina de Thalía | - I Want to Hold Your Hand de The Beatles versió de T.V. Carpio - Samba medley |
|           | Ball original | | |
| 2009–2010 | - Farrucas de Pepe Romero | - Simfonia núm. 5 de Gustav Mahler arranj. de Ryner Stoetzer | - Everybody Dance Now de C+C Music Factory - Simfonia núm. 5 de Gustav Mahler - Jack & Diane de John Mellencamp coreo. de David Wilson - The Great Gig in the Sky de Pink Floyd - Nights and Days banda sonora de Waldemar Kazanecki                                                                          |
| 2008–2009 | - Overture - Won't You Charleston with Me? de The Boy Friend) | - The Great Gig in the Sky - Money de Pink Floyd | - Jack & Diane de John Mellencamp coreo. de David Wilson |
| 2007–2008 | - Dark Eyes de Roby Lakatos | - The Umbrellas of Cherbourg (seccions de "Finale" i "La Gare i també de "I Will Wait For You" de John Williams) de Michel Legrand | - I Could Have Danced All Night de Jamie Cullum - Dare You to Move de Switchfoot - Tennessee Waltz de Holly Cole Trio - Black Magic Woman de Santana |
| 2006–2007 | - Assassination Tango Building the Bullet de Luis Bacalov | - Valse Triste de Jean Sibelius | - Black Magic Woman de Santana - Tennessee Waltz de Holly Cole Trio - Winter Wonderland |
| 2005–2006 | - Beautiful Maria de The Mambo Kings - Do You Only Wanna Dance de Julio Daviel Big Band | - Malagueña de Raúl di Blasio | - No Me Ames de Jennifer Lopez i Marc Anthony - Everybody Dance Now de C+C Music Factory |
| 2004–2005 | - Call Me Irresponsible de Bobby Darin - Puttin' On the Ritz | - Adiós Nonino d'Ástor Piazzolla | - Everybody Dance Now de C+C Music Factory |
| 2003–2004 | - Tears on My Pillow de Little Anthony - Tutti Frutti de Little Richard | - Russian medley de Quartetto Gelato | - Tears on My Pillow de Little Anthony - Tutti Frutti de Little Richard |
| 2002–2003 | - Les Poissons - Concerto Sopra Motivi dell'Opera La Favorita di Donizetti-Variazioni de Quartetto Gelato | - Magalenha de Sérgio Mendes - Eres Todo En Mi d'Ana Gabriel - Tres Deseos de Gloria Estefan | |

## Resultats competitius destacats amb Virtue
GP = Grand Prix; CS = Challenger Series; JGP = Junior Grand Prix
| Internacional | Internacional | Internacional | Internacional | Internacional | Internacional | Internacional | Internacional | Internacional | Internacional | Internacional | Internacional | Internacional | Internacional | Internacional | Internacional | Internacional | Internacional |
| Competició | 01–02         | 02–03         | 03–04         | 04–05         | 05–06         | 06–07         | 07–08         | 08–09         | 09–10         | 10–11         | 11–12         | 12–13         | 13–14         | 14–15         | 15–16         | 16–17         | 17–18         |
| --- | ------------- | ------------- | ------------- | ------------- | ------------- | ------------- | ------------- | ------------- | ------------- | ------------- | ------------- | ------------- | ------------- | ------------- | ------------- | ------------- | ------------- |
| Olímpics |               |               |               |               |               |               |               |               | 1rs           |               |               |               | 2ns           |               |               |               | 1rs           |
| Campionat del Món |               |               |               |               |               | 6ns           | 2ns           | 3rs           | 1rs           | 2ns           | 1rs           | 2ns           |               |               |               | 1rs           |               |
| Quatre Continents |               |               |               |               | 3rs           | 3rs           | 1rs           | 2ns           |               | WD            | 1rs           | 2ns           |               |               |               | 1rs           |               |
| GP Final |               |               |               |               |               |               | 4ts           |               | 2ns           |               | 2ns           | 2ns           | 2ns           |               |               | 1rs           | 2ns           |
| GP Bompard |               |               |               |               |               | 4ts           |               |               | 1rs           |               | 1rs           |               | 1rs           |               |               |               |               |
| GP Trofeu NHK |               |               |               |               |               |               | 2ns           |               |               |               |               |               |               |               |               | 1rs           | 1rs           |
| GP Rostelecom |               |               |               |               |               |               |               |               |               |               |               | 1rs           |               |               |               |               |               |
| GP Skate Canada |               |               |               |               |               | 2ns           | 1rs           |               | 1rs           |               | 1rs           | 1rs           | 1rs           |               |               | 1rs           | 1rs           |
| CS Autumn Classic |               |               |               |               |               |               |               |               |               |               |               |               |               |               |               | 1rs           | 1rs           |
| Trofeu Finlàndia |               |               |               |               |               |               |               |               |               |               | 1rs           |               | 1rs           |               |               |               |               |
| Internacional: Júnior |               |               |               |               |               |               |               |               |               |               |               |               |               |               |               |               |               |
| Campionat del Món Júnior |               |               | 14ns          | 2ns           | 1rs           |               |               |               |               |               |               |               |               |               |               |               |               |
| JGP Final |               |               |               | 2ns           | 1rs           |               |               |               |               |               |               |               |               |               |               |               |               |
| JGP Andorra |               |               |               |               | 1rs           |               |               |               |               |               |               |               |               |               |               |               |               |
| JGP Canadà |               |               |               |               | 1rs           |               |               |               |               |               |               |               |               |               |               |               |               |
| JGP Croàcia |               |               | 4ts           |               |               |               |               |               |               |               |               |               |               |               |               |               |               |
| JGP Eslovàquia |               |               | 6ns           |               |               |               |               |               |               |               |               |               |               |               |               |               |               |
| JGP França |               |               |               | 2ns           |               |               |               |               |               |               |               |               |               |               |               |               |               |
| JGP Xina |               |               |               | 1rs           |               |               |               |               |               |               |               |               |               |               |               |               |               |
| NACS Thornhill |               |               | 1rs J         |               |               |               |               |               |               |               |               |               |               |               |               |               |               |
| Nacional |               |               |               |               |               |               |               |               |               |               |               |               |               |               |               |               |               |
| Campionat del Canadà | 3rs N         | 7ns J         | 1rs J         | 4ts           | 3rs           | 2ns           | 1rs           | 1rs           | 1rs           |               | 1rs           | 1rs           | 1rs           |               |               | 1rs           | 1rs           |
| Western Ontario |               | 1rs J         | 1rs J         | 1rs J         |               |               |               |               |               |               |               |               |               |               |               |               |               |
| Per equips |               |               |               |               |               |               |               |               |               |               |               |               |               |               |               |               |               |
| Olímpics |               |               |               |               |               |               |               |               |               |               |               |               | 2ns E 2ns P   |               |               |               | 1rs E 1rs P   |
| Campionat del Món d'equips |               |               |               |               |               |               |               | 2ns E 2ns P   |               |               | 3rs E 2ns P   |               |               |               |               |               |               |
| WD = Es van retirar; Nivells: N = Novells; J = Júnior E = Resultat per equips; P = Resultat individual; Les medalles només s'atorguen pel resultat d'equip. |               |               |               |               |               |               |               |               |               |               |               |               |               |               |               |               |               |

## Resultats detallats

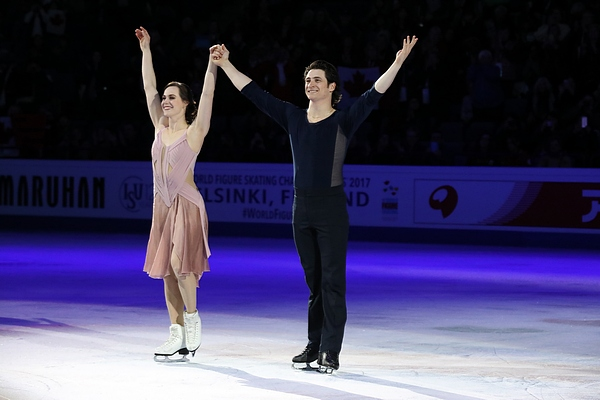
Tercer títol mundial (2017).

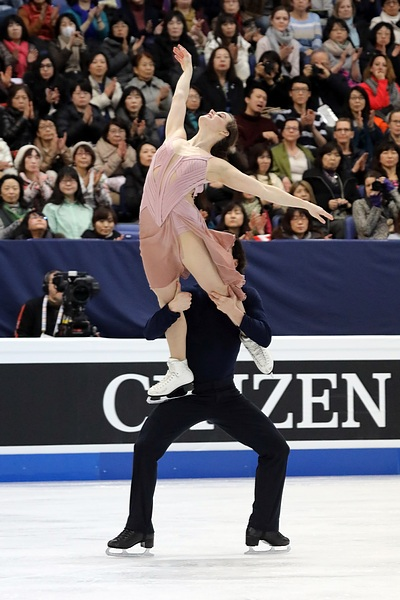
Elevació durant el ball lliure al Campionat del Món de 2017.

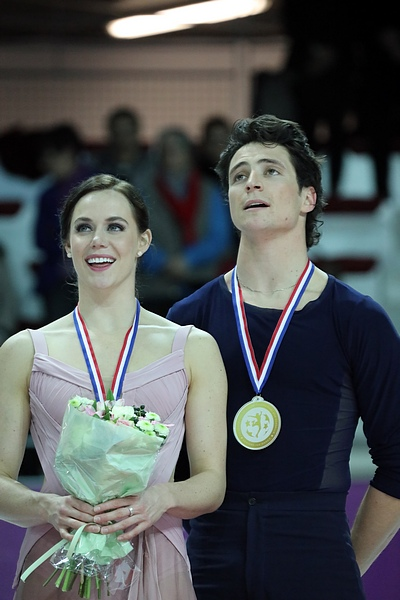
Primera victòria a la Final del Grand Prix (2016).

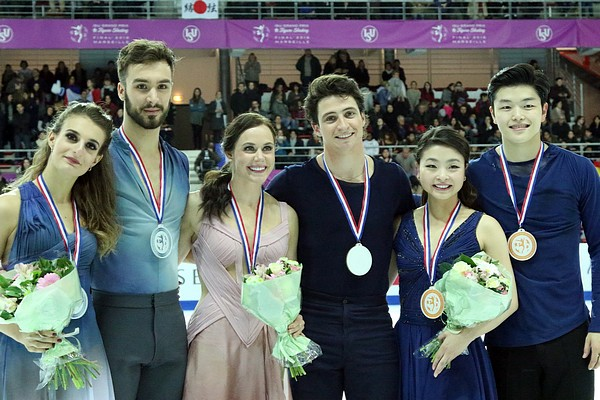
Cerimònia de medalles a la Final de Grand Prix de 2016.

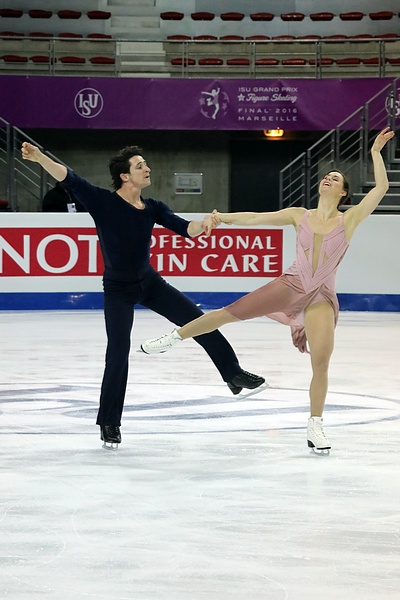
Final del Grand Prix de 2016.

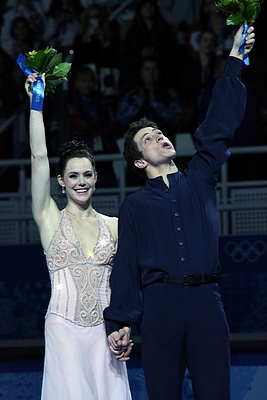
Medall de plata als Jocs Olímpics de 2014.

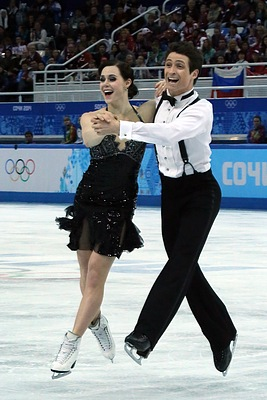
Ball curt als Jocs Olímpics de 2014.

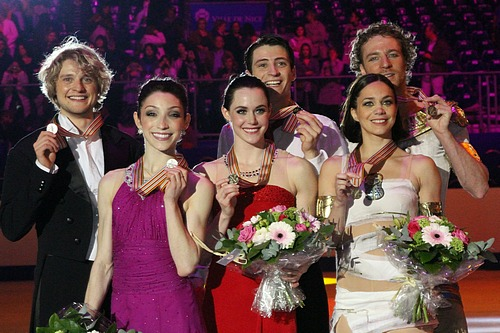
Segon títol mundial (2012).

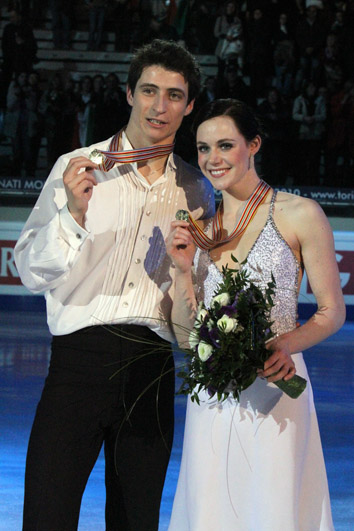
Primer títol mundial (2010).

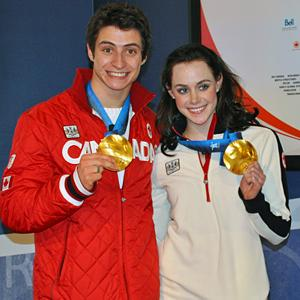
Virtue i Moir amb les medalles d'or olímpiqes de 2010.

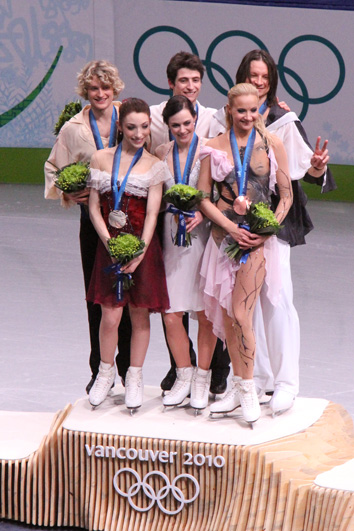
Primer títol Olímpic (2010).

(amb Virtue)

### Post-2006
| Temporada 2017–18                    | Temporada 2017–18                        | Temporada 2017–18 | Temporada 2017–18 | Temporada 2017–18 |
| Data                                 | Competició                               | SD                | FD                | Total             |
| ------------------------------------ | ---------------------------------------- | ----------------- | ----------------- | ----------------- |
| 19–20 de febrer de 2018              | Jocs Olímpics de 2018                    | 1 83.67           | 2 122.40          | 1 206.07          |
| 9–12 de febrer de 2018               | Jocs Olímpics de 2018 (equips)           | 1 80.51           | 1 118.10          | 1 198.61          |
| 8–14 de gener de 2018                | Campionat del Canadà de 2018             | 1 85.12           | 1 124.70          | 1 209.82          |
| 7–10 de desembre de 2017             | Final del Grand Prix 2017–18             | 2 81.53           | 2 118.33          | 2 199.86          |
| 10–12 de novembre de 2017            | GP Trofeu NHK de 2017                    | 1 80.92           | 1 117.72          | 1 198.64          |
| 27–29 d'octubre de 2017              | GP Skate Canada International de 2017    | 1 82.68           | 1 117.18          | 1 199.86          |
| 20–23 de setembre de 2017            | CS Autumn Classic International de 2017  | 1 79.96           | 1 115.80          | 1 195.76          |
| Temporada 2017–18                    |                                          |                   |                   |                   |
| Data                                 | Competició                               | SD                | FD                | Total             |
| 29 de març – 2 d'abril de 2017       | Campionat del Món de 2017                | 1 82.43           | 2 116.19          | 1 198.62          |
| 15–19 de febrer de 2017              | Campionat del Quatre Continents de 2017  | 1 79.75           | 1 117.20          | 1 196.95          |
| 16–22 de gener de 2017               | Campionat del Canadà de 2017             | 1 84.36           | 1 119.09          | 1 203.45          |
| 8–11 de desembre de 2016             | Final del Grand Prix 2016–17             | 1 80.50           | 1 116.72          | 1 197.22          |
| 25–27 de novembre de 2016            | GP Trofeu NHK de 2016                    | 1 79.47           | 1 116.37          | 1 195.84          |
| 28–30 d'octubre de 2016              | GP Skate Canada Internatinal de 2016     | 1 77.23           | 2 111.83          | 1 189.06          |
| 29 de setembre – 1 d'octubre de 2016 | CS Autumn Classic International de 2016  | 1 77.72           | 1 11.48           | 1 189.20          |
| Temporada 2013–14                    |                                          |                   |                   |                   |
| Data                                 | Competició                               | SD                | FD                | Total             |
| 16–17 de febrer de 2014              | Jocs Olímpics de 2014                    | 2 76.33           | 2 114.66          | 2 190.99          |
| 6–9 de febrer de 2014                | Jocs Olímpics de 2014 (equips)           | 2 72.98           | 2 107.56          | 2                 |
| 9–15 de febrer de 2014               | Campionat del Canadà de 2014             | 1 76.16           | 1 117.87          | 1 194.03          |
| 5–8 de desembre de 2013              | Final del Grand Prix 2013–14             | 2 77.59           | 2 112.41          | 2 190.00          |
| 15–17 de novembre de 2013            | GP Trofeu Éric Bompard de 2013           | 1 75.31           | 1 105.65          | 1 180.96          |
| 25–27 d'octubre de 2013              | GP Skate Canada International de 2013    | 1 73.15           | 1 107.88          | 1 181.03          |
| 4–6 d'octubre de 2013                | Trofeu de Finlàndia de 2013              | 1 67.23           | 1 100.64          | 1 167.87          |
| Temporada 2012–13                    |                                          |                   |                   |                   |
| Data                                 | Competició                               | SD                | FD                | Total             |
| 10–17 de març de 2013                | Campionat del Món de 2013                | 2 73.87           | 2 111.17          | 2 185.04          |
| 6–11 de febrer de 2013               | Campionat dels Quatre Continents de 2013 | 1 75.12           | 2 109.20          | 2 184.32          |
| 13–20 de gener de 2013               | Campionat del Canadà de 2013             | 1 79.04           | 1 108.19          | 1 187.23          |
| 6–9 de desembre de 2012              | Final del Grand Prix 2012–2013           | 2 71.27           | 2 108.56          | 2 108.56          |
| 8–11 de novembre de 2012             | GP Copa Rostelecom de 2012               | 1 70.65           | 1 103.34          | 1 173.99          |
| 26–28 d'octubre de 2016              | GP Skate Canada International de 2012    | 1 65.09           | 1 104.32          | 169.41            |
| Temporada 2012–13                    |                                          |                   |                   |                   |
| Data                                 | Competició                               | SD                | FD                | Total             |
| 18–22 d'abril de 2012                | Campionat del Món per equips de 2012     | 2 69.93           | 2 107.83          | 3 T 177.71        |
| 26 de març – 1 d'abril de 2012       | Campionat del Món de 2012                | 1 72.31           | 1 110.34          | 1 182.65          |
| 7–12 de febrer de 2012               | Campionat dels Quatre Continents de 2012 | 2 71.60           | 1 111.24          | 1 182.84          |
| 16–22 de gener de 2012               | Campionat del Canadà de 2012             | 1 68.41           | 1 111.61          | 1 180.02          |
| 8–11 de desembre de 2011             | Final del Grand Prix 2011–2012           | 2 71.01           | 1 112.43          | 2 183.44          |
| 17–20 de novembre de 2011            | GP Trofeu Éric Bompard de 2011           | 1 71.18           | 1 105.75          | 1 176.93          |
| 27–30 d'octubre de 2011              | GP Skate Canada International de 2011    | 1 71.61           | 1 106.73          | 1 178.34          |
| 6–9 d'octubre de 2011                | Trofeu de Finlàndia de 2011              | 1 68.74           | 1 101.59          | 1 170.33          |
| Temporada 2010–11                    |                                          |                   |                   |                   |
| Data                                 | Competició                               | SD                | FD                | Total             |
| 24 d'abril –1 de maig de 2011        | Campionat del Món de 2011                | 1 74.29           | 2 107.50          | 2 181.79          |
| 15–20 de febrer de 2011              | Campionat del Quatre Continents de 2011  | 1 69.40           | WD                | WD                |

| Temporada 2009–10                      | Temporada 2009–10                        | Temporada 2009–10 | Temporada 2009–10 | Temporada 2009–10 | Temporada 2009–10 |
| Data                                   | Competició                               | CD                | OD                | FD                | Total             |
| -------------------------------------- | ---------------------------------------- | ----------------- | ----------------- | ----------------- | ----------------- |
| 22–28 de març de 2010                  | Campionat del Món de 2010                | 1 44.13           | 1 70.27           | 2 110.03          | 1 224.43          |
| 19–22 de febrer de 2010                | Jocs Olímpics de 2010                    | 2 42.74           | 1 68.41           | 1 110.42          | 1 221.57          |
| 11–17 de gener de 2010                 | Campionat del Canadà de 2010             | 1 43.98           | 1 70.15           | 1 107.82          | 1 221.95          |
| 3–6 de desembre de 2009                | Final del Grand Prix 2009–10             | N/D               | 2 64.01           | 1 104.21          | 2 168.22          |
| 19–22 de novembre de 2009              | GP Skate Canada International de 2009    | 1 40.69           | 1 60.57           | 1 103.12          | 1 204.38          |
| 15–18 d'octubre de 2009                | GP Trofeu Éric Bompard                   | 1 38.41           | 1 61.91           | 1 97.39           | 1 197.71          |
| Temporada 2008–09                      |                                          |                   |                   |                   |                   |
| Data                                   | Competició                               | CD                | OD                | FD                | Total             |
| 16–19 d'abril de 2009                  | Campionat del Món per equips de 2009     | N/D               | 2 60.98           | 2 95.73           | 2 T 156.71        |
| 24–28 de març de 2009                  | Campionat del Món de 1008                | 3 39.37           | 6 61.05           | 4 99.98           | 3 200.40          |
| 2–8 de febrer de 2008                  | Campionat dels Quatre Continents de 2009 | 1 36.40           | 1 60.90           | 2 94.51           | 2 191.81          |
| 14–18 de gener de 2009                 | Campionat del Canadà de 2009             | 1 39.33           | 1 63.76           | 1 94.68           | 1 197.77          |
| Temporada 2007–08                      |                                          |                   |                   |                   |                   |
| Data                                   | Competició                               | CD                | OD                | FD                | Total             |
| 16–23 de març de 2008                  | Campionat del Món de 2008                | 2 38.71           | 3 64.81           | 1 105.28          | 2 208.80          |
| 11–17 de febrer de 2008                | Campionat dels Quatre Continents de 2008 | 1 38.22           | 1 65.02           | 1 104.08          | 1 207.32          |
| 16–20 de gener de 2008                 | Campionat del Canadà de 2008             | 1 40.04           | 1 65.29           | 1 103.76          | 1 209.09          |
| 13–16 de desembre de 2007              | Final del Grand prix 2007–08             | N/D               | 4 61.14           | 4 98.26           | 4 163.40          |
| 28 de novembre – 2 de desembre de 2007 | GP Trofeu NHK de 2007                    | 2 34.67           | 1 62.04           | 1 100.18          | 2 196.89          |
| 1–4 de novembre de 2007                | GP Skate Canada International de 2007    | 1 36.25           | 1 61.20           | 1 99.62           | 1 197.07          |
| Temporada 2006–07                      |                                          |                   |                   |                   |                   |
| Data                                   | Competició                               | CD                | OD                | FD                | Total             |
| 20–25 de març de 2007                  | Campionat del Món de 2007                | 9 31.45           | 6 57.11           | 6 95.38           | 6 183.94          |
| 7–10 de febrer de 2007                 | Campionat dels Quatre Continents de 2007 | 4 33.41           | 3 57.49           | 3 93.99           | 3 184.89          |
| 15–21 de gener de 2007                 | Campionat del Canadà de 2007             | 2 34.98           | 2 59.71           | 2 94.80           | 2 189.49          |
| 17–19 de novembre de 2006              | GP Trofeu Éric Bompard de 2006           | 5 31.29           | 8 45.08           | 4 83.75           | 4 160.12          |
| 2–5 de novembre de 2006                | GP Skate Canada International de 2006    | 3 29.51           | 2 54.12           | 3 88.29           | 2 171.92          |

- CD = Ball Obligatori; OD = Ball Original; FD = Ball Lliure
- SD = Ball Curt
- WD = Es van retirar
- Els rècords personals estan destacats en negreta